# Deutschwaldbach
Der Deutschwaldbach (auch Baunzenbach genannt) ist ein rechter Zufluss des Wienflusses im Wienerwald in Niederösterreich.
Der Bach entspringt an der nordwestlichen Flanke des Dreihufeisenbergs auf dem Gebiet der Gemeinde Purkersdorf, nur einige hundert Meter vom wienerischen Teil des Lainzer Tiergartens. Er sammelt hier zahlreiche kleine Bächlein, die von Dreihufeisenberg und Laabersteigberg laufen, und fließt nordwärts ziemlich steil bergab. In ca. 1 km unterquert der Deutschwaldbach die Westautobahn. Nach der Unterquerung behält er seine generelle Richtung, aber sein Verlauf wird viel flächer. Der Bach verläuft hier durch ein kleines Tal zwischen westlichen Feuersteinberg und Speichberg und östlichen Gelben Berg und Schöffelstein. Er durchfließt Baunzen und weiter auch Deutschwald, bis er endlich in Rechenfeld (alle drei sind Ortsteile von Purkersdorf) in den Wienfluss einmündet.
Der Oberlauf des Deutschwaldbaches, südlich der Autobahn, befindet sich im Wald. Hier gilt der Bach als naturbelassen. Nördlich der Westautobahn, wo er Siedlungsgebiete durchfließt, wird sein Bett geändert, je weiter nordwärts, desto mehr.